# Gare d'Irvine
La  gare d'Irvine (ou Irvine Transportation Center) est une gare ferroviaire des États-Unis située à Irvine en Californie ; elle est desservie par Amtrak. C'est une gare avec personnel.

## Histoire
Elle est mise en service en 1985.

## Service des voyageurs

### Desserte
- Ligne d'Amtrak[1] :
  - Le Pacific Surfliner: San Diego - San Luis Obispo
- Metrolink
  - Inland Empire–Orange County Line
  - Orange County Line